# Plectoringa excelsa
Plectoringa excelsa är en insektsart som först beskrevs av Fowler 1904.  Plectoringa excelsa ingår i släktet Plectoringa och familjen vedstritar. Inga underarter finns listade i Catalogue of Life.